# Myllylähde
Myllylähde este o arie protejată (arie specială de conservare — SAC, sit de importanță comunitară — SCI) din Finlanda întinsă pe o suprafață de 15 ha, integral pe uscat.

## Localizare
Centrul sitului Myllylähde este situat la coordonatele 60°54′11″N 22°42′25″E / 60.9031°N 22.7069°E.

## Înființare
Situl Myllylähde a fost declarat sit de importanță comunitară în august 1998 pentru a proteja 1 specie de plante. Situl a fost protejat și ca arie specială de conservare în aprilie 2015.

## Biodiversitate
Situată în ecoregiunea boreală, aria protejată conține 3 habitate naturale: Izvoare fino-scandinave și mlaștini produse de izvoare bogate în minerale, Izvoare petrifiante cu formare de travertin (Cratoneurion), Păduri de conifere pe eskere fluvioglaciare sau legate la acestea.
La baza desemnării sitului se află o specie protejată de  plante: Hamatocaulis vernicosus.
Pe lângă speciile protejate, pe teritoriul sitului au mai fost identificate 4 specii de plante, 1 specie de nevertebrate.